# Trimm-dich-Pfad

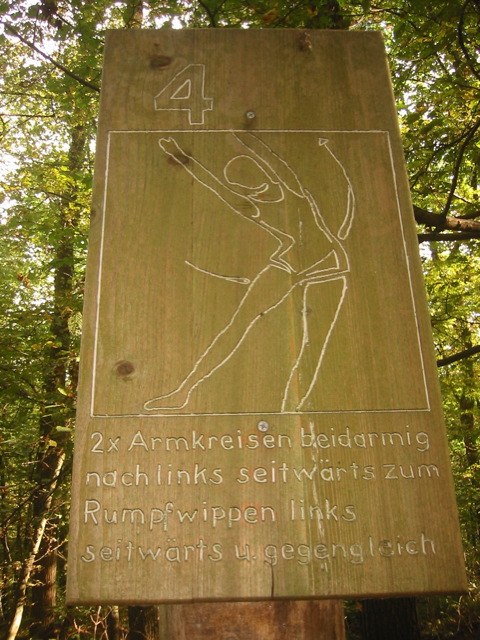
Historisches Schild mit Übungsanweisung an einem Trimm-dich-Pfad

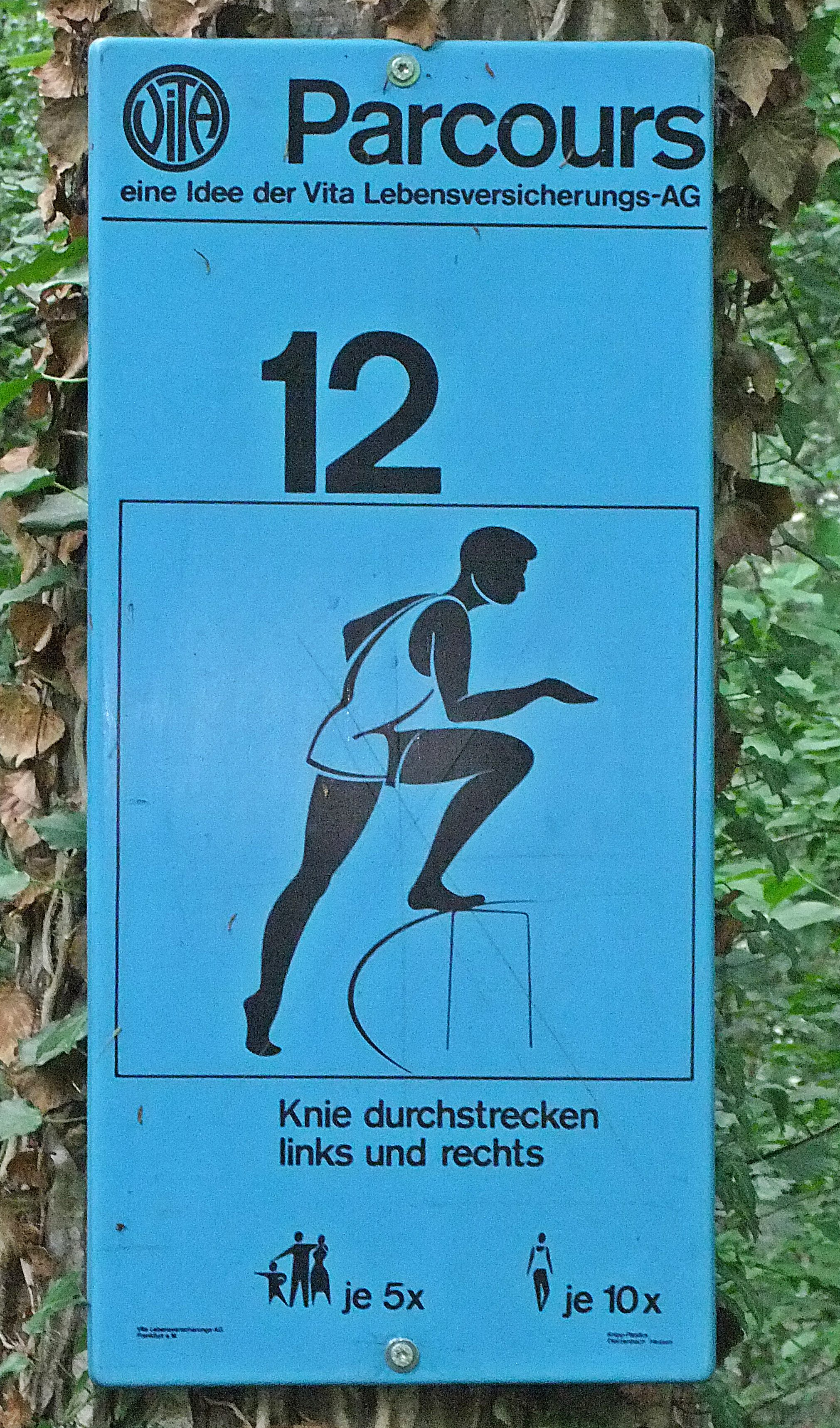
Blaues Schild in Östringen

Ein Trimm-dich-Pfad ist ein Rundkurs, bei dem sich etwa alle 200 Meter ein einfaches und robustes Turngerät befindet. Die Idee kommt aus der Schweiz. Dort sind ähnliche Strecken unter dem Namen Vitaparcours bekannt. In Österreich ist der Begriff Forstmeile verbreitet.

## Geschichte
Der erste Fitness-Pfad Deutschlands wurde 1962 in Münster installiert („Schweißtropfenbahn“). Die Trimm-dich-Pfade entstanden ab den 1970er Jahren im Zuge der Trimm-dich-Bewegung. Der Deutsche Sport Bund (DSB – heute DOSB) griff eine Idee aus anderen Ländern auf und startete am 16. März 1970 die Kampagne Trimm Dich durch Sport. Zuvor hatten Mediziner vor sogenannten Zivilisationskrankheiten wie Übergewicht, Diabetes, Kreislaufstörungen oder Herzbeschwerden gewarnt.

## Aufbau
Auf der ungefähr drei bis vier Kilometer langen Strecke befinden sich etwa 15 bis 20 Übungsstationen, beispielsweise Stangen für Klimmzüge oder Baumstümpfe für Bocksprünge – oft zusammen mit einer Tafel mit Übungsanleitung.

## Einrichtung
Trimm-dich-Pfade haben neben der eigentlichen Strecke auch andere, simple Fitnessgeräte. So zum Beispiel Recks aus Holz, oder Holzpfeiler im Boden, Holzstangen usw. Ziel ist es, wenige Fremdmaterialien in den Wald zu bringen, trotzdem aber viele und nicht zu anstrengende Trainingsmethoden zu bieten.
Übungen sind beispielsweise:
- Slalomlauf
- Bockspringen
- Auf- und Überschwung
- Klimmzug
- Balancieren
- Hüftkreisen
- Dehngymnastik
- Weitsprung

## Verwaltung
Meist werden Trimm-dich-Pfade und ebenso die Vitaparcours von der entsprechenden Stadt oder Gemeinde, von Sportvereinen oder Verkehrsvereinen gepflegt und gewartet.
Nach einem Höhepunkt in den späten 1970er Jahren wurden die bestehenden Trimm-dich-Pfade in vielen Gemeinden inzwischen aufgegeben. In München wurde im Oktober 2001 ein 4Fcircle-Parcours eröffnet.
Viele Gemeinden bringen ihre Strecken aber auch auf Vordermann, so dass mehrere Zeitungen im Mai 2018 schon ein Comeback der Trimm-Dich-Pfade sahen.